# 新光森林
新光森林（日语：シンコウフォレスト），是在愛爾蘭出生的日本純種競賽馬匹。主要勝出賽事爲1998年高松宮紀念。

## 出賽前
1993年出生於愛爾蘭Lodge Park Stud，被日本馬主安田修購入並引入至日本。
其後交由美浦訓練中心練馬師栗田博憲訓練。

## 競賽生涯

### 4歲（現3歲）
1996年2月4日出戰東京競馬場的4歲新馬戰，以第七名告負。其後於同一馬場再次出戰4歲新馬戰，獲得第三。
3月10日出戰中山競馬場的未勝利戰，成功斬獲首勝利。其後於4歲500萬獎金以下條件戰再度獲勝。
勝出條件戰後，進入了大半年的放草，於秋季復出更高級別的條件戰國際騎師賽，因爲距離適性僅獲得第七。調整過後出戰4歲以上900萬獎金以下條件戰成功獲得第三勝。

### 5歲（現4歲）
1997年年初出戰泥地條件戰橿原錦標以第十大敗，因而陣營開始考慮安排其轉戰草地賽事。
其後出戰條件戰武庫川錦標，成功以先頭戰術獲得勝利。
3月29日出戰三級賽阪急盃，獲得第二人氣。比賽開始後，其處於第二的位置追趕領放馬Machikane Raimei，並於直路上趁其失速進佔第一。直路進行只中段，雖然後上馬King Admire、Machikane Jindaiko及Namura Holmes奮力直追，但新光森林憑借先頭戰術建立的優勢，成功率先衝線，贏得了首個分級賽冠軍。
藉住二連勝的勢頭，於5月18日出戰一級賽高松宮盃。比賽開始後，其依然選擇先頭戰術，於第三的位置推進。進入直路後，雖然其有發力加速的跡象，但爆發力未能超過前方的榮進柏林又被同主馬新光王追過，最終獲得第三。
賽後進入放草狀態，備戰秋季的賽事。
秋季首戰爲人馬錦標，但於直路失速以包尾完賽。
雖然於10月26日輕鬆勝出公開賽福島民友盃，但其後於CBC賞及短途馬錦標分別以第八及第七大敗而回。

### 6歲（現5歲）
1998年以公開賽日出錦標爲首戰作輕微挑調整。比賽途中雖然跑出全場最快末腳，但未能追上處於先頭有利位置的Star Programmer，獲得第二。
2月8日出戰一哩賽事東京新聞盃，但再次因距離適性而而第七大敗。
其後出戰公開賽海洋錦標，以先頭戰術配搭全場第二快末腳取勝。
4月26日出戰三級賽絲路錦標，僅獲第七人氣。比賽開始後，其處於先頭的位置，並保持穩定節奏以第二名進入最終直路，最終直路上，原先的領放馬協榮三月失速，因而後上馬紛紛趁機衝刺。最終，雖然新光森林被採珠及真僥倖超越，但其憑藉本來不差的衝刺速度保住第三的位置。
5月24日再度出戰更名後的高松宮紀念，僅次NHK一哩賽及絲路錦標冠軍採珠獲得第二人氣。比賽開始後，其於第二位置緊追領放馬榮進柏林，並以此節奏通過最後彎道進入直路。進入直路後，其看準時機超過前方的榮進柏林，並一直保持速度抵擋後方華盛頓色的追擊。最終，其成功以不失速的表現，以3/4馬位率先衝線，奪得首個一級賽冠軍。
但其後表現下滑，夏季休養過後出戰三場分級賽均未能入板，於短途馬錦標更以第十一大敗。

### 7歲（現6歲）
1999年出戰泥地三級賽石榴石錦標以第十六大敗，其後出戰絲路錦標獲得第五。
雖然5月23日出戰第三度高松宮紀念回勇獲得第三，但隨即於6月的公開賽巴登巴登盃以第十二大敗。
賽後並未進入放草而是出戰7月的函館短途錦標。比賽途中以先頭位置進入最後直路，並於直路上成功跑出全場最快末腳，再次獲得分級賽冠軍。
短暫放草休養過後出戰11月的CBC賞及12月的短途馬錦標，分別獲得第十及第六後便宣佈退役。

### 競賽生涯
| 日期       | 舉辦國家 | 馬場 | 距離   | 級別 | 賽事名稱             | 負重 | 騎師     | 馬號 | 出馬 | 名次 | 時間   | 頭馬（二馬）           |
| ---------- | -------- | ---- | ------ | ---- | -------------------- | ---- | -------- | ---- | ---- | ---- | ------ | ---------------------- |
| 4/2/1996   | 日本     | 東京 | 泥1600 |      | 4歲新馬              | 55   | 柴田善臣 | 2    | 14   | 7    | 1:42.9 | Mejiro Steed           |
| 17/2/1996  | 日本     | 東京 | 泥1600 |      | 4歲新馬              | 55   | 柴田善臣 | 14   | 15   | 3    | 1:41.5 | Taiki Impulse          |
| 10/3/1996  | 日本     | 中山 | 泥1200 |      | 4歲未勝利            | 55   | 柴田善臣 | 2    | 16   | 1    | 1:12.9 | （Bizen Power）        |
| 30/3/1996  | 日本     | 中山 | 泥1200 |      | 4歲500萬獎金以下     | 55   | 柴田善臣 | 4    | 11   | 1    | 1:12.9 | （Tokyo Ondo）         |
| 24/11/1996 | 日本     | 東京 | 草1600 |      | 國際騎師賽           | 55   | 麥嘉倫   | 13   | 14   | 7    | 1:35.4 | Taiki Flash            |
| 8/12/1996  | 日本     | 中山 | 泥1200 |      | 4歲以上900萬獎金以下 | 55   | 柴田善臣 | 8    | 16   | 1    | 1:12.0 | （Monte Baron）        |
| 15/2/1997  | 日本     | 京都 | 泥1400 |      | 橿原錦標             | 56   | 熊澤重文 | 7    | 16   | 10   | 1:25.3 | Avail Queen            |
| 8/3/1997   | 日本     | 阪神 | 泥1200 |      | 武庫川錦標           | 56   | 四位洋文 | 13   | 16   | 1    | 1:08.8 | （Milky Winner）       |
| 29/3/1997  | 日本     | 阪神 | 草1200 | GIII | 阪急盃               | 54   | 四位洋文 | 8    | 16   | 1    | 1:10.5 | （Big Shori）          |
| 18/5/1997  | 日本     | 中京 | 草1200 | GI   | 高松宮盃             | 57   | 四位洋文 | 5    | 18   | 3    | 1:08.3 | 新光王                 |
| 28/9/1997  | 日本     | 阪神 | 草1400 | GIII | 人馬錦標             | 57   | 四位洋文 | 10   | 14   | 14   | 1:22.3 | 大隅鉅子               |
| 26/10/1997 | 日本     | 福島 | 草1200 | OP   | 福島民友盃           | 56   | 木幡初廣 | 7    | 16   | 1    | 1:09.7 | （Machikane Jindaiko） |
| 22/11/1997 | 日本     | 中京 | 草1200 | GII  | CBC賞                | 57   | 四位洋文 | 11   | 15   | 8    | 1:09.8 | Sugino Hayakaze        |
| 14/12/1998 | 日本     | 中山 | 草1200 | GI   | 短途馬錦標           | 57   | 四位洋文 | 13   | 16   | 7    | 1:09.1 | 大樹快車               |
| 18/1/1998  | 日本     | 中山 | 草1200 | OP   | 日出錦標             | 58   | 柴田善臣 | 7    | 13   | 2    | 1:11.4 | Star Programmer        |
| 8/2/1998   | 日本     | 東京 | 草1600 | GIII | 東京新聞盃           | 56   | 柴田善臣 | 15   | 16   | 7    | 1:34.9 | 星期天                 |
| 8/3/1998   | 日本     | 中山 | 草1200 | OP   | 海洋錦標             | 58   | 柴田善臣 | 2    | 8    | 1    | 1:09.0 | （Yakumo Rainbow）     |
| 26/4/1998  | 日本     | 京都 | 草1200 | GIII | 絲路錦標             | 57   | 四位洋文 | 12   | 12   | 3    | 1:08.7 | 採珠                   |
| 24/5/1998  | 日本     | 中京 | 草1200 | GI   | 高松宮記念           | 57   | 四位洋文 | 8    | 16   | 1    | 1:09.1 | （華盛頓色）           |
| 31/10/1998 | 日本     | 京都 | 草1400 | GII  | 天鵝錦標             | 59   | 四位洋文 | 2    | 14   | 9    | 1:23.6 | 皇家鈴鹿               |
| 28/11/1998 | 日本     | 中京 | 草1200 | GII  | CBC賞                | 59   | 四位洋文 | 12   | 14   | 8    | 1:10.6 | 真僥倖                 |
| 20/12/1998 | 日本     | 中山 | 草1200 | GI   | 短途馬錦標           | 57   | 四位洋文 | 14   | 15   | 11   | 1:10.1 | 礦之戀                 |
| 10/1/1999  | 日本     | 中山 | 泥1200 | GIII | 石榴石錦標           | 59   | 桑迪斯   | 11   | 16   | 16   | 1:13.3 | 華盛頓色               |
| 25/4/1999  | 日本     | 京都 | 草1200 | GIII | 絲路錦標             | 58   | 四位洋文 | 13   | 14   | 5    | 1:09.3 | 礦之戀                 |
| 23/5/1999  | 日本     | 中京 | 草1200 | GI   | 高松宮記念           | 57   | 四位洋文 | 3    | 16   | 3    | 1:08.2 | 真僥倖                 |
| 27/6/1999  | 日本     | 福島 | 草1200 | OP   | 巴登巴登盃           | 59   | 蛯名正義 | 3    | 14   | 12   | 1:09.8 | Symboli Sword          |
| 18/7/1999  | 日本     | 函館 | 草1200 | GIII | 函館短途錦標         | 57   | 四位洋文 | 4    | 12   | 1    | 1:09.4 | （Symboli Sword）      |
| 27/11/1999 | 日本     | 小倉 | 草1200 | GII  | CBC賞                | 59   | 四位洋文 | 6    | 17   | 10   | 1:08.9 | 愛麗世界               |
| 19/12/1999 | 日本     | 中山 | 草1200 | GI   | 短途馬錦標           | 57   | 四位洋文 | 11   | 16   | 6    | 1:08.6 | 黑鷹                   |

## 退役後
退役後，新光森林成爲了配種馬，於愛爾蘭科克郡費莫伊Rathbarry Stud休養，在2000年進行配種。首批子嗣於2001年出生。首批子嗣可於2003年出賽。2005年，Gumnuts勝出BTC經典賽，成爲了首批勝出分級賽的新光森林子嗣。
2005年，其被轉移至英國杜倫郡達靈頓區Hedgeholme Stud繼續配種工作，但於2006年隨即返回愛爾蘭。
2007年配種季過後，被診斷出失去生育能力，考慮經濟及身體原因，當地負責人決定用藥實施安樂死，享年14歲。

### 主要子嗣

#### 分級賽優勝子嗣
2001年生
- Presto Shinko（ 里維錦標）
- Moss Vale（ 格陵蘭錦標、 橡樹大賽、 鳳凰短途錦標）
- Shinko's Best（Pferdewetten錦標）
- Gumnuts（ BTC經典賽）

2002年生
- 木節疤紋（ 卓普斯錦標）

2003年生
- Electric Beat（ 彩票盃、 金馬鞭錦標）
- Eastern Appeal（ Athasi錦標、 和諧錦標）
- Close To You（ 香檳錦標）
- 細腦（ 港澳盃）

## 血統簡介
父系綠沙漠為美國出生的英國賽駒，於短途賽表現良好，曾勝出當地一級賽七月錦標及短途盃錦標。祖父單色為美國賽駒，生涯三場全勝後因傷退役，退役後成爲著名種馬，現已確立爲一支獨立的系統。
母系公園快線為愛爾蘭賽駒，生涯戰績不俗，曾勝出一級賽鳳凰冠軍錦標。外祖父Ahonoora為英國賽駒，亦活躍於短途賽事，曾勝出威廉希爾短途錦標。

### 血統表
| 父線：丹山系（單色系）        |                                |               |                 |
| 種馬 綠沙漠 1992年（棗色）    | 單色 1977年（棗色）            | 北地舞人      | 新北區          |
| 種馬 綠沙漠 1992年（棗色）    | 單色 1977年（棗色）            | 北地舞人      | Naltalma        |
| 種馬 綠沙漠 1992年（棗色）    | 單色 1977年（棗色）            | Pas de Nom    | Admirals Voyage |
| 種馬 綠沙漠 1992年（棗色）    | 單色 1977年（棗色）            | Pas de Nom    | Petitioner      |
| 種馬 綠沙漠 1992年（棗色）    | Foreign Courier 1979年（棗色） | Sir Ivor      | Sir Gaylord     |
| 種馬 綠沙漠 1992年（棗色）    | Foreign Courier 1979年（棗色） | Sir Ivor      | {{{fmfm}}}      |
| 種馬 綠沙漠 1992年（棗色）    | Foreign Courier 1979年（棗色） | Courtly Dee   | Never Bend      |
| 種馬 綠沙漠 1992年（棗色）    | Foreign Courier 1979年（棗色） | Courtly Dee   | Tulle           |
| 繁殖雌馬 公園快線             | Ahonoora                       | Lorenzaccio   | Klairon         |
| 繁殖雌馬 公園快線             | Ahonoora                       | Lorenzaccio   | Phoenissa       |
| 繁殖雌馬 公園快線             | Ahonoora                       | Helen Nichols | Martial         |
| 繁殖雌馬 公園快線             | Ahonoora                       | Helen Nichols | Quarker Girl    |
| 繁殖雌馬 公園快線             | Matcher                        | Match         | Tantieme        |
| 繁殖雌馬 公園快線             | Matcher                        | Match         | Relance         |
| 繁殖雌馬 公園快線             | Matcher                        | Lachine       | Grey Soverign   |
| 繁殖雌馬 公園快線             | Matcher                        | Lachine       | Loved One       |
| 雌系：號族：19-b              |                                |               |                 |
| 五代內近親交配：Nasrullah 5×5 |                                |               |                 |

## 命名由來
名字中，Shinko（シンコウ）是馬主安田修之冠名，出自其所經營之公司新興產業（亦可翻譯作新光），Forest（フォレスト）即是英語中的森林。

## 外部連結
- 新光森林 netkeiba.com （页面存档备份，存于）
- 血統表 （页面存档备份，存于）